# حاج‌علی‌کند
حاج‌علی‌کند (به ترکی آذربایجانی: Hacalıkənd) یک منطقهٔ مسکونی در جمهوری آذربایجان است که در شهرستان گوی‌چای واقع شده‌است. حاج‌علی‌کند ۱٬۰۶۳ نفر جمعیت دارد.